# Jan Slaski (ok. 1760–1847)
Jan Feliks Slaski (niewłaściwie Ślaski, Śląski i in., ur. ok. 1760, zm. 1847) – ziemiański generał major.
Ziemianin z ziemi proszowickiej. Syn Adama Slaskiego pułkownika Wojsk Koronnych i z tego powodu powołany przez T. Kościuszkę na organizatora milicji krakowskiej i mianowany generałem majorem powiatu ksiąskiego i proszowickiego. Współtwórca (wraz z bratem Andrzejem) oddziałów kosynierów w powstaniu kościuszkowskim i ich dowódca w bitwie pod Racławicami 1794, czym zdobył znaczny rozgłos. Był autorem pierwszego raportu o tej bitwie. Następnie uczestniczył w bitwie pod Szczekocinami. 29 sierpnia 1794 Tadeusz Kościuszko zalecił Radzie Najwyższej Narodowej powołanie go do Deputacji Indagacyjnej lub Bezpieczeństwa, co nastąpiło 30 sierpnia. Tego samego dnia otrzymał pozwolenie na wyjazd z kraju na cztery tygodnie.
W Królestwie Polskim m.in. marszałek sejmiku olkuskiego. Później stronił od funkcji publicznych i gospodarował na swoich dobrach.
Autor pierwszego raportu o bitwie pod Racławicami.
Z rodu Slaskich h. Grzymała.
Odznaczony Orderem Świętego Stanisława II klasy z nadania Aleksandra I Romanowa.